# Arjan Beqaj
Arjan Beqaj (nacido el 20 de agosto de 1975 en Prizren, cuando fue parte de Yugoslavia) es un exfutbolista profesional de Albania que actualmente es el entrenador de porteros del Anorthosis Famagusta de Chipre.

## Clubes
- 1994-1997 FK Partizani
- 1997-2003 OFI Creta
- 2003-2006 Ionikos FC
- 2006-2010 Anorthosis Famagusta
- 2010-2011 Olympiakos Nicosia FC
- 2011 Ermis Aradippou

- Datos: Q560661